# Santa Cristina d'Aspromonte
Santa Cristina d'Aspromonte este o comună din provincia Reggio Calabria, regiunea Calabria, Italia, cu o populație de 763 locuitori (1 ianuarie 2023) și o suprafață de 23,41 km².

## Demografie
Santa Cristina d'Aspromonte - evoluția demografică

|  | Graficele sunt indisponibile din cauza unor probleme tehnice. Mai multe informații se găsesc la Phabricator și la wiki-ul MediaWiki. |

Date: Recensăminte sau birourile de statistică - grafică realizată de Wikipedia